# Syllepte favillacealis
Syllepte favillacealis là một loài bướm đêm trong họ Crambidae.